# 910.
910. je drugo desetletje v 10. stoletju med letoma 910 in 919. 